# Jovan Nenad
Jovan Nenad (en serbio: Јован Ненад; ca. 1492-26 de julio de 1527), apodado el Negro, fue un caudillo militar serbio al servicio del Reino de Hungría que aprovechó la derrota militar húngara en Mohács y la posterior disputa por el trono para crear su propio Estado en la parte meridional de la llanura panónica y arrogarse el título de emperador (zar).
Los historiadores serbios lo consideran el fundador de la Voivodina y el último dirigente serbio independiente antes de la conquista otomana de la región.

## Orígenes
De cultura serbia, nació en torno al 1492 en Lipova, cerca del río Mureș, en el norte del Banato (en la moderna Rumanía). Poco más se sabe sobre sus orígenes. Él afirmaba descender de señores serbios y bizantinos, aunque otros contemporáneos suyos pensaban que descendía de los déspotas serbios o que era de baja cuna. Era de mediana estatura, delgado, severo en lo moral y piadoso. Sus contemporáneos lo motejaron «el Negro» a causa de una extraña marca de nacimiento que muchos consideraban una señal divina: tenía, en efecto, una mancha alargada y recta de un dedo de grueso que iba desde la sien derecha hasta el pie.

## Carrera militar
El ejército otomano destruyó al del rey húngaro-checo Luis Jaguellón —que pereció en la lid— en la batalla de Mohács del 29 de agosto de 1526. El Reino de Hungría se dividió en tres partes tras el descalabro: la Hungría real, en el norte y el oeste, pasó a ser una provincia de los Habsburgo;Transilvania, en el este, se independizó; y la zona central y meridional del reino se integró en el Imperio otomano. Como el rey Luis no tenía hijos, Hungría se dividió en dos partidos: uno eligió en calidad de rey a Juan Zápolya, un respetado noble húngaro, mientras que el otro proclamó soberano a un Habsburgo, Fernando, cuñado del difunto Luis. Jovan Nenad, jefe de los mercenarios serbios, participó en la disputa por la corona.
Se presentó entre el Tisza y el Danubio tras la derrota de Mohács al frente de un regimiento serbio y expulsó rápidamente a los otomanos de Bačka y de parte del Banato y de Sirmia, que pasó a gobernar de forma independiente. Al principio tomó partido por Juan, pero la nobleza húngara de Bačka lo malquistó con él —Juan no reconoció la autoridad de Nenad en los territorios de los que se había adueñado— y decidió apoyar al pretendiente habsburgo a principios de 1527. El conflicto que lo enfrentaba con la nobleza húngara se agravó cuando se negó a permitir el retorno de los nobles húngaros de Bačka, región que Nenad consideraba ya suya. Nenad siguió saqueando las propiedades y pueblos húngaros de la región y aterrorizando a la población. Esto volvió contra él no solo la nobleza magiar, sino también al pueblo llano.
Nombró jefe de sus tropas a Radoslav Čelnik. Fabijan Literat, un franciscano de Ilok, e Iván Dolić, el castellano de Bač de Irig, fueron sus representantes ante los gobernantes extranjeros. Subota Vrlić de Jagodina fue su tesorero y palatino. Además de su ejército principal, organizó también una guardia personal de seiscientos soldados. Su ejército creció atrayendo a serbios del territorio otomano, valacos del Banato y Transilvania y también algunos católicos y, a principios de 1527, contaba ya con unos quince mil hombres. Se cree que la cooperación de los eslavos ortodoxos y católicos fue la clave de su éxito posterior. En la época del reinado de Jovan Nenad, los serbios ya tenían poblaciones considerables en el sur de la llanura de Panonia, sobre todo en las regiones del Danubio y Tisa (que se conoce comúnmente con el nombre de Rascia).

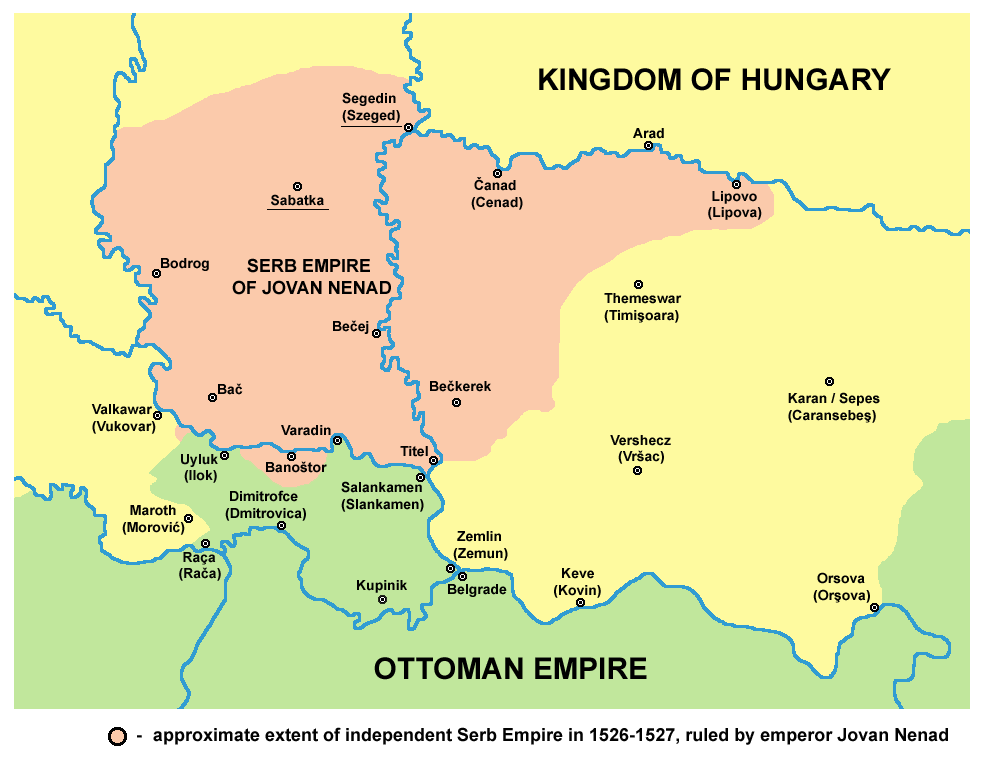
Los territorios que dominó Jovan Nenad.

La disputa por el trono húngaro era secundaria para Nenad: su preocupación principal era la lucha contra los otomanos, a los que deseaba arrebatar lo que consideraba tierras serbias. Fernando preparó la campaña contra Zápolya durante la primera mitad de 1527 desde fuera del reino. Durante ese tiempo, Zápolya envió ejércitos contra Jovan Nenad con el fin de acabar con él antes de que comenzase la esperaba ofensiva de Fernando. Subestimó la fuerza de Nenad y se limitó a despachar contra él a trescientos caballeros al mando de László Csáky, que fueron derrotados a principios de abril; el propio Csáky fue capturado y ejecutado. El apogeo del poder de Nenad empezó con esta victoria y le hizo proclamarse emperador. Se envió otro ejército húngaro contra él, acaudillado por el vaivoda de Transilvania, Péter Perényi, que también fue vencido, a finales de abril, cerca de Tiszaszőlős, a orillas del río Tisza. Finalmente, otro ejército más, que agrupó a las huestes disponibles de Transilvania y la Alta Hungría y que comandaron Perényi y el obispo Czibak, derrotó decisivamente al de Nenad en la batalla de Sződfalva, ocho mil de cuyos hombres perecieron en el combate.
Nenad trató de unir fuerzas con Fernando, pero fue herido de gravedad en Szeged. Se retiró hacia Senta, pero fue interceptado y asesinado en el pueblo de Tornjoš. Su cabeza se entregó a Zápolya. Su ejército se dispersó poco después de su muerte. Los restos los condujo su general Radoslav Čelnik a la Sirmia otomana, región que gobernó hasta 1530 en calidad de vasallo otomano, y luego como súbdito habsburgo.

## Legado

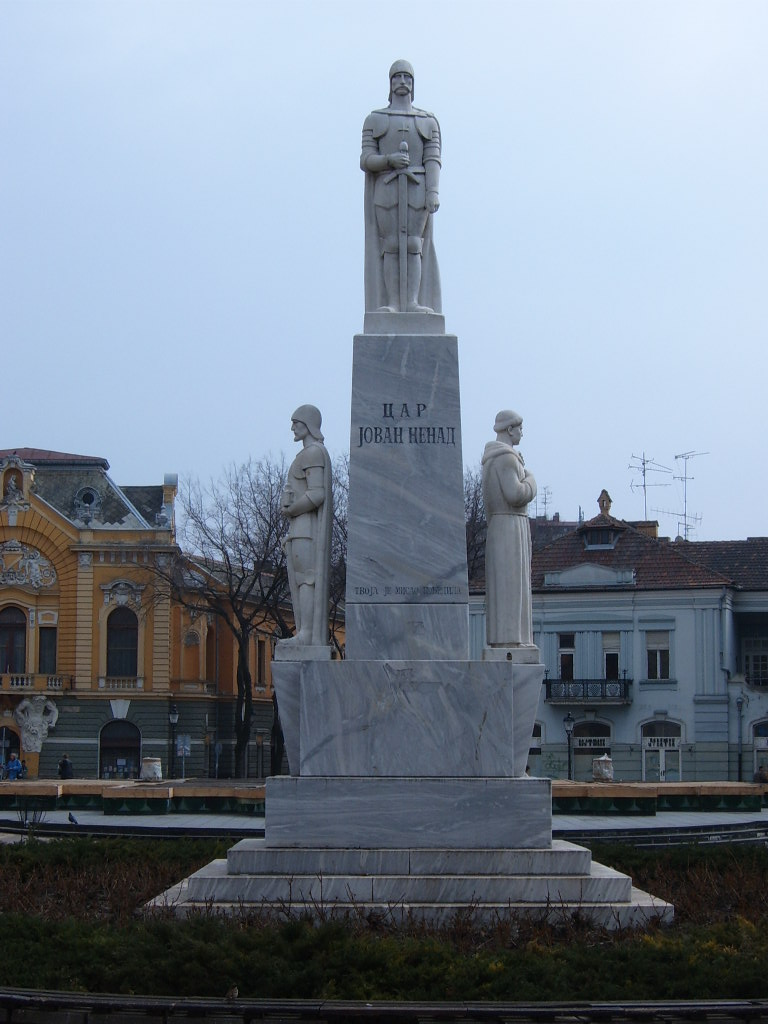
Monumento a Jovan Nenad en Subotica.

Con el paso del tiempo, Jovan Nenad devino en figura mítica. Muchos historiadores serbios lo consideran el fundador de la Voivodina, aunque en realidad su insurrección fue demasiado efímera y su reinado demasiado tumultuoso para tener un impacto duradero. Subotica, la segunda ciudad más grande de la provincia (que antaño fue su capital) erigió un monumento en su honor con la inscripción «Tu idea ha triunfado» (Твоја је мисаo победила/Tvoja je misao pobedila).

### En la cultura popular
En la película hollywoodiense de 1942 Cat people, una estatuilla de Jovan Nenad (al que se menciona como «rey Juan de Serbia»), desempeña una función central en la trama mitológica subyacente. La estatuilla muestra a Jovan Nenad a caballo atravesando a un gato con la espada.